# Rosenberg trio
Pour les articles homonymes, voir Rosenberg.
Rosenberg Trio est l'un des groupes-phares du jazz manouche, et le seul qui soit en activité sur les scènes internationales depuis plus de 30 ans.

## Historique
Deux frères (section rythmique) et leur cousin (soliste), manouches Sinti de Hollande, qui portent la bonne parole du swing dans la tradition de Django Reinhardt et de Stéphane Grappelli, avec lequel ils ont d'ailleurs joué et enregistré, et qui les a adoubés comme ses favoris parmi tous les représentants de ce style si particulier, mené par les guitares.
- Stochelo Rosensenberg : guitare solo,
- Nous'che Rosenberg: guitare rythmique,
- Nonnie Rosenberg : contrebasse,

Ayant commencé à jouer ensemble tout naturellement dès leur plus jeune âge, dans une communauté manouche où la musique est omniprésente, surtout bien sûr celle du génial Django, les trois Rosenberg ont progressé ensemble, passant du cercle familial à celui de leurs rassemblements religieux, puis leur réputation grandit rapidement pour bientôt dépasser le cadre exclusif de la communauté manouche, franchir les frontières, et enfin les pousser à entrer en studio pour enregistrer un premier album.
Sitôt sorti ce premier opus, Seresta, les choses s'emballent: l'album est un immense succès pour un genre musical qui n'en connaît plus depuis des années, les majors s'intéressent au groupe et les scènes internationales commencent à les réclamer. Lors d'un de leurs premiers grands concerts, c'est Stéphane Grappelli en personne qui vient les voir jouer et qui, bouleversé par leur musique, leur demande de partir en tournée avec lui à travers le monde. Un conte de fées pour ce groupe qui ne vit que pour et par la musique inventée par Grappelli et Django cinquante ans plus tôt.
Depuis, les Rosenberg ont sillonné le globe sans relâche, enregistré quinze albums, et se sont affirmés comme la fine fleur du genre, admirés tant par des fans de tous les pays du monde que par des guitaristes de tous horizons musicaux – on se souviendra au passage que Eric Clapton proposa à Stochelo Rosenberg d'acheter sa guitare Selmer numéro 504, ou que Paco de Lucìa, autre grande influence du trio à ses débuts, vint les féliciter en personne après l'un de leurs premiers grands concerts.
À partir de 2000, Stochelo Rosenberg produit également ses propres disques en parallèle de ceux du trio, notamment avec l'album "Elégance en 2000 puis l'Album "Double jeu" en duo avec Romane (guitariste) en 2004; ou encore l'album "Ready'Nable" avec Mozes Rosenberg et Sally Von Mullen en 2005.
En 2010, le Rosenberg Trio publie Djangologists pour rendre hommage à Django Reinhardt, en invitant Biréli Lagrène.
Toujours en 2010, le Rosenberg Trio franchit une nouvelle étape en enregistrant un album entièrement auto-produit agrémenté d'un documentaire vidéo d'une heure, distribué uniquement sur internet de manière entièrement indépendante, sur toutes les plates-formes de téléchargement légal ainsi que sur leur site officiel. Pour parachever cette petite révolution, le groupe a enregistré six titres inédits supplémentaires, offerts sous la forme d'un mini-album en téléchargement entièrement libre et gratuit.

## Discographie

### Albums studio
- 1990: Seresta - Label Hot Club Records
- 1991: Gipsy Summer - Label Dino Music
- 1992: Impressions - Label Dino Music
- 1994: Caravan - Label Verve Records
- 1995: Gipsy Swing - Label Verve Records
- 1998: Noches Calientes - Label Polydor
- 2001: Pepito - Label Polydor
- 2001: Suenos Gitanos - Label Polydor
- 2007: Roots - Label Iris Music
- 2010: Djangologists (featuring Bireli Lagrène) - Label Enja
- 2016: La Familia ( featuring Johnny et Mozes Rosenberg) - Label Coast Music BV

### Albums Live
- Live at the Nord Sea Festival 1992 - Label Polydor
- Live in Samois Tribute to Django Reinhardt - Label EmArcy

### Compilations
- 1996: The Collection - Label Polydor
- 2002: The Best Of ( double album) - Label Polydor

### Participations
- 1995: Gipsy Jazz regroupant des morceaux du Hot du Hot Club de France , du Trio Rosenberg , du quintet Fapy Lafertin, des Gypsy Boys, et du trio Stéphane Grappelli - Label Intermusic S.A.
- 2003: Live avec Louis VAN DIJK - Label Pink Records
- 2008: Tribute tro Stephane Grappelli avec Tim KILIPHUIS - Label Brilliant Jazz

### Musique de film
- 2017: Django - bande originale du film éponyme d'Etienne COMAR composée par Warren ELLIS - Label Impulse